# Дельтоїда
Дельто́їда (крива́ Ште́йнера) — плоска крива четвертого порядку, котра описується фіксованою точкою кола, яке котиться по внутрішній стороні іншого кола, радіус якого утричі більший за радіус першого.
Дельтоїда є частковим випадком гіпоциклоїди при відношенні радіусів кіл {\displaystyle k={\frac {R}{r}}=3}.

## Історичні дані
Назву крива отримала через подібність за формою з грецькою буквою Δ. Властивості кривої першим вивчав Л. Ейлер в XVIII столітті, а потім Я. Штейнер у XIX.

## Рівняння
- Рівняння в прямокутній системі координат:

{\displaystyle \textstyle (x^{2}+y^{2})^{2}+18(x^{2}+y^{2})=8x^{3}-24y^{2}x+27}
- Рівняння у параметричній формі:

{\displaystyle {\begin{cases}x=2r\cos {t}+r\cos(2t)\\y=2r\sin {t}-r\sin(2t)\end{cases}}}, де {\displaystyle t={\frac {\varphi }{3}}} — третина полярного кута.

## Властивості
- Довжина кривої {\displaystyle \textstyle L={\frac {16}{3}}R}, де {\displaystyle R} — радіус нерухомого кола.
- Площа, що обмежується дельтоїдою, {\displaystyle \textstyle S={\frac {2}{9}}\pi R^{2}}.